# Tirreno-Adriático de 2017
A 52.ª edição da competição ciclista Tirreno-Adriático celebrou-se na Itália entre 8 e 14 de março de 2017 sobre um percurso total de 1012,75 quilómetros.
A corrida fez parte do UCI WorldTour de 2017, calendário ciclista de máximo nível mundial, sendo a sétima corrida de dito circuito.
A corrida foi vencida por segunda vez em três anos pelo ciclista colombiano Nairo Quintana do Movistar Team. Quintana tomou a liderança da corrida após ganhar a etapa rainha com final no Monte Terminillo e manteve-o até final da prova, aventajando por 25 segundos ao segundo classificado, Rohan Dennis, quem ganhou a contrarrelógio final da corrida. O pódio foi completado pelo francês Thibaut Pinot.
Nas outras classificações da corrida, Peter Sagan ganhou a classificação por pontos após conseguir duas vitórias de etapa, um segundo e um terceiro posto. Davide Ballerini ganhou a classificação da montanha, enquanto Bob Jungels superou na contrarrelógio final a Egan Bernal pela vitória da classificação dos jovens. Movistar Team obteve a vitória na classificação de equipas.

## Equipas participantes
Tomaram parte na corrida 22 equipas: 18 de categoria UCI ProTeam; 4 de categoria Profissional Continental.
| Equipes WorldTeam (18)- AG2R La Mondiale - Astana - Bahrain-Merida - BMC Racing Team - Bora-Hansgrohe - Cannondale-Drapac - Dimension Data - FDJ - Katusha-Alpecin - Lotto NL-Jumbo - Lotto-Soudal - Movistar Team - Orica-Scott - Quick-Step Floors - Sky - Team Sunweb - Trek-Segafredo - UAE Team Emirates Equipes profissionais Continentais (4)- Androni Giocattoli - Bardiani CSF - Nippo-Vini Fantini - Novo Nordisk |
| |

## Etapas
| Etapa | Data    | Percurso                                            | type                       | Distância (km) | Vencedor         | Líder geral       |
| ----- | ------- | --------------------------------------------------- | -------------------------- | -------------- | ---------------- | ----------------- |
| 1     | 8 mar.  | Lido di Camaiore – Lido di Camaiore                 | contrarrelógio por equipes | 22,7           | BMC Racing Team  | Damiano Caruso    |
| 2     | 9 mar.  | Camaiore – Pomarance                                | média montanha             | 229            | Geraint Thomas   | Greg Van Avermaet |
| 3     | 10 mar. | Monterotondo Marittimo – Montalto di Castro         | etapa escarpada            | 204            | Peter Sagan      | Rohan Dennis      |
| 4     | 11 mar. | Montalto di Castro – Monte Terminillo               | alta montanha              | 171            | Nairo Quintana   | Nairo Quintana    |
| 5     | 12 mar. | Rieti – Fermo                                       | média montanha             | 209            | Peter Sagan      | Nairo Quintana    |
| 6     | 13 mar. | Ascoli Piceno – Civitanova Marche                   | etapa escarpada            | 168            | Fernando Gaviria | Nairo Quintana    |
| 7     | 14 mar. | San Benedetto del Tronto – San Benedetto del Tronto | contrarrelógio individual  | 10,05          | Rohan Dennis     | Nairo Quintana    |

## Desenvolvimento da corrida

### 1.ª etapa
| Lido di Camaiore - Lido di Camaiore | contrarrelógio por equipes | (22,7 km) |

| \| Classificação por etapas \| Classificação por etapas \| Classificação por etapas \| Classificação por etapas \| Classificação por etapas \| Classificação por etapas \| \| Equipe \| Equipe \| Tempo \| Intervalo de tempo \| Rapidez \| \| \| ------------------------ \| ------------------------ \| ------------------------ \| ------------------------ \| ------------------------ \| ------------------------ \| \| 1. \| BMC Racing Team \| 23m21s \| 23m21s \| 58.371 km/h \| \| \| 2. \| Quick-Step Floors \| 23m37s \| + 16s \| 57.671 km/h \| \| \| 3. \| FDJ \| 23m42s \| + 21s \| 57.468 km/h \| \| \| 4. \| Movistar Team \| 23m42s \| + 21s \| 57.468 km/h \| \| \| 5. \| Orica-Scott \| 23m45s \| + 24s \| 57.347 km/h \| \| \| 6. \| Lotto NL-Jumbo \| 24m00s \| + 39s \| 56.750 km/h \| \| \| 7. \| Lotto-Soudal \| 24m12s \| + 51s \| 56.281 km/h \| \| \| 8. \| Bahrain-Merida \| 24m13s \| + 52s \| 56.242 km/h \| \| \| 9. \| Dimension Data \| 24m13s \| + 52s \| 56.242 km/h \| \| \| 10. \| Astana \| 24m15s \| + 54s \| 56.165 km/h \| \| |                   |        |                    |             |
| |                   |        |                    |             |
| Fonte: ProCyclingStats |                   |        |                    |             |
| Classificação por etapas |                   |        |                    |             |
| Equipe | Equipe            | Tempo  | Intervalo de tempo | Rapidez     |
| 1. | BMC Racing Team   | 23m21s | 23m21s             | 58.371 km/h |
| 2. | Quick-Step Floors | 23m37s | + 16s              | 57.671 km/h |
| 3. | FDJ               | 23m42s | + 21s              | 57.468 km/h |
| 4. | Movistar Team     | 23m42s | + 21s              | 57.468 km/h |
| 5. | Orica-Scott       | 23m45s | + 24s              | 57.347 km/h |
| 6. | Lotto NL-Jumbo    | 24m00s | + 39s              | 56.750 km/h |
| 7. | Lotto-Soudal      | 24m12s | + 51s              | 56.281 km/h |
| 8. | Bahrain-Merida    | 24m13s | + 52s              | 56.242 km/h |
| 9. | Dimension Data    | 24m13s | + 52s              | 56.242 km/h |
| 10. | Astana            | 24m15s | + 54s              | 56.165 km/h |

| \| Classificação geral \| Classificação geral \| Classificação geral \| Classificação geral \| Classificação geral \| \| Ciclista \| Ciclista \| Equipe \| Tempo \| \| \| ------------------- \| ------------------- \| ------------------- \| ------------------- \| ------------------- \| \| 1. \| Damiano Caruso \| BMC Racing Team \| 23m21s \| \| \| 2. \| Rohan Dennis \| BMC Racing Team \| + 0s \| \| \| 3. \| Greg Van Avermaet \| BMC Racing Team \| + 0s \| \| \| 4. \| Stefan Küng \| BMC Racing Team \| + 0s \| \| \| 5. \| Daniel Oss \| BMC Racing Team \| + 0s \| \| \| 6. \| Tejay van Garderen \| BMC Racing Team \| + 0s \| \| \| 7. \| Tom Boonen \| Quick-Step Floors \| + 16s \| \| \| 8. \| Matteo Trentin \| Quick-Step Floors \| + 16s \| \| \| 9. \| Bob Jungels \| Quick-Step Floors \| + 16s \| \| \| 10. \| Julien Vermote \| Quick-Step Floors \| + 16s \| \| |                    |                   |        |
| |                    |                   |        |
| Fonte: ProCyclingStats |                    |                   |        |
| Classificação geral |                    |                   |        |
| Ciclista | Ciclista           | Equipe            | Tempo  |
| 1. | Damiano Caruso     | BMC Racing Team   | 23m21s |
| 2. | Rohan Dennis       | BMC Racing Team   | + 0s   |
| 3. | Greg Van Avermaet  | BMC Racing Team   | + 0s   |
| 4. | Stefan Küng        | BMC Racing Team   | + 0s   |
| 5. | Daniel Oss         | BMC Racing Team   | + 0s   |
| 6. | Tejay van Garderen | BMC Racing Team   | + 0s   |
| 7. | Tom Boonen         | Quick-Step Floors | + 16s  |
| 8. | Matteo Trentin     | Quick-Step Floors | + 16s  |
| 9. | Bob Jungels        | Quick-Step Floors | + 16s  |
| 10. | Julien Vermote     | Quick-Step Floors | + 16s  |

### 2.ª etapa
| Camaiore - Pomarance | média montanha | (229 km) |

| \| Classificação por etapas \| Classificação por etapas \| Classificação por etapas \| Classificação por etapas \| Classificação por etapas \| \| Ciclista \| Ciclista \| Equipe \| Tempo \| \| \| ------------------------ \| ------------------------ \| --------------------------- \| ------------------------ \| ------------------------ \| \| 1. \| Geraint Thomas \| Team Sky \| 5h51m44s \| \| \| 2. \| Tom Dumoulin \| Team Sunweb \| + 9s \| \| \| 3. \| Peter Sagan \| Bora-Hansgrohe \| + 9s \| \| \| 4. \| Greg Van Avermaet \| BMC Racing Team \| + 9s \| \| \| 5. \| Francesco Gavazzi \| Androni-Sidermec-Bottecchia \| + 9s \| \| \| 6. \| Michał Kwiatkowski \| Team Sky \| + 9s \| \| \| 7. \| Adam Yates \| Orica-Scott \| + 9s \| \| \| 8. \| Rohan Dennis \| BMC Racing Team \| + 9s \| \| \| 9. \| Nairo Quintana \| Movistar Team \| + 9s \| \| \| 10. \| Simon Clarke \| Cannondale-Drapac \| + 9s \| \| |                    |                             |          |
| |                    |                             |          |
| Fonte: ProCyclingStats |                    |                             |          |
| Classificação por etapas |                    |                             |          |
| Ciclista | Ciclista           | Equipe                      | Tempo    |
| 1. | Geraint Thomas     | Team Sky                    | 5h51m44s |
| 2. | Tom Dumoulin       | Team Sunweb                 | + 9s     |
| 3. | Peter Sagan        | Bora-Hansgrohe              | + 9s     |
| 4. | Greg Van Avermaet  | BMC Racing Team             | + 9s     |
| 5. | Francesco Gavazzi  | Androni-Sidermec-Bottecchia | + 9s     |
| 6. | Michał Kwiatkowski | Team Sky                    | + 9s     |
| 7. | Adam Yates         | Orica-Scott                 | + 9s     |
| 8. | Rohan Dennis       | BMC Racing Team             | + 9s     |
| 9. | Nairo Quintana     | Movistar Team               | + 9s     |
| 10. | Simon Clarke       | Cannondale-Drapac           | + 9s     |

| \| Classificação geral \| Classificação geral \| Classificação geral \| Classificação geral \| Classificação geral \| \| Ciclista \| Ciclista \| Equipe \| Tempo \| \| \| ------------------- \| --------------------- \| ------------------- \| ------------------- \| ------------------- \| \| 1. \| Greg Van Avermaet \| BMC Racing Team \| 6h15m14s \| \| \| 2. \| Rohan Dennis \| BMC Racing Team \| + 0s \| \| \| 3. \| Tejay van Garderen \| BMC Racing Team \| + 0s \| \| \| 4. \| Damiano Caruso \| BMC Racing Team \| + 0s \| \| \| 5. \| Niki Terpstra \| Quick-Step Floors \| + 16s \| \| \| 6. \| Bob Jungels \| Quick-Step Floors \| + 16s \| \| \| 7. \| Nairo Quintana \| Movistar Team \| + 21s \| \| \| 8. \| Daniel Moreno \| Movistar Team \| + 21s \| \| \| 9. \| Sébastien Reichenbach \| FDJ \| + 21s \| \| \| 10. \| Jonathan Castroviejo \| Movistar Team \| + 21s \| \| |                       |                   |          |
| |                       |                   |          |
| Fonte: ProCyclingStats |                       |                   |          |
| Classificação geral |                       |                   |          |
| Ciclista | Ciclista              | Equipe            | Tempo    |
| 1. | Greg Van Avermaet     | BMC Racing Team   | 6h15m14s |
| 2. | Rohan Dennis          | BMC Racing Team   | + 0s     |
| 3. | Tejay van Garderen    | BMC Racing Team   | + 0s     |
| 4. | Damiano Caruso        | BMC Racing Team   | + 0s     |
| 5. | Niki Terpstra         | Quick-Step Floors | + 16s    |
| 6. | Bob Jungels           | Quick-Step Floors | + 16s    |
| 7. | Nairo Quintana        | Movistar Team     | + 21s    |
| 8. | Daniel Moreno         | Movistar Team     | + 21s    |
| 9. | Sébastien Reichenbach | FDJ               | + 21s    |
| 10. | Jonathan Castroviejo  | Movistar Team     | + 21s    |

### 3.ª etapa
| Monterotondo Marittimo - Montalto di Castro | etapa escarpada | (204 km) |

| \| Classificação por etapas \| Classificação por etapas \| Classificação por etapas \| Classificação por etapas \| Classificação por etapas \| \| Ciclista \| Ciclista \| Equipe \| Tempo \| \| \| ------------------------ \| ------------------------ \| --------------------------- \| ------------------------ \| ------------------------ \| \| 1. \| Peter Sagan \| Bora-Hansgrohe \| 4h51m59s \| \| \| 2. \| Elia Viviani \| Team Sky \| + 0s \| \| \| 3. \| Jürgen Roelandts \| Lotto-Soudal \| + 0s \| \| \| 4. \| Sacha Modolo \| UAE Team Emirates \| + 0s \| \| \| 5. \| Luka Mezgec \| Orica-Scott \| + 0s \| \| \| 6. \| Rick Zabel \| Katusha-Alpecin \| + 0s \| \| \| 7. \| Andrea Palini \| Androni-Sidermec-Bottecchia \| + 0s \| \| \| 8. \| Roberto Ferrari \| UAE Team Emirates \| + 0s \| \| \| 9. \| Georg Preidler \| Team Sunweb \| + 0s \| \| \| 10. \| Ramon Sinkeldam \| Team Sunweb \| + 0s \| \| |                  |                             |          |
| |                  |                             |          |
| Fonte: ProCyclingStats |                  |                             |          |
| Classificação por etapas |                  |                             |          |
| Ciclista | Ciclista         | Equipe                      | Tempo    |
| 1. | Peter Sagan      | Bora-Hansgrohe              | 4h51m59s |
| 2. | Elia Viviani     | Team Sky                    | + 0s     |
| 3. | Jürgen Roelandts | Lotto-Soudal                | + 0s     |
| 4. | Sacha Modolo     | UAE Team Emirates           | + 0s     |
| 5. | Luka Mezgec      | Orica-Scott                 | + 0s     |
| 6. | Rick Zabel       | Katusha-Alpecin             | + 0s     |
| 7. | Andrea Palini    | Androni-Sidermec-Bottecchia | + 0s     |
| 8. | Roberto Ferrari  | UAE Team Emirates           | + 0s     |
| 9. | Georg Preidler   | Team Sunweb                 | + 0s     |
| 10. | Ramon Sinkeldam  | Team Sunweb                 | + 0s     |

| \| Classificação geral \| Classificação geral \| Classificação geral \| Classificação geral \| Classificação geral \| \| Ciclista \| Ciclista \| Equipe \| Tempo \| \| \| ------------------- \| -------------------- \| ------------------- \| ------------------- \| ------------------- \| \| 1. \| Rohan Dennis \| BMC Racing Team \| 11h07m13s \| \| \| 2. \| Greg Van Avermaet \| BMC Racing Team \| + 0s \| \| \| 3. \| Damiano Caruso \| BMC Racing Team \| + 0s \| \| \| 4. \| Tejay van Garderen \| BMC Racing Team \| + 0s \| \| \| 5. \| Niki Terpstra \| Quick-Step Floors \| + 16s \| \| \| 6. \| Bob Jungels \| Quick-Step Floors \| + 16s \| \| \| 7. \| Nairo Quintana \| Movistar Team \| + 21s \| \| \| 8. \| Andrey Amador \| Movistar Team \| + 21s \| \| \| 9. \| Jonathan Castroviejo \| Movistar Team \| + 21s \| \| \| 10. \| Daniel Moreno \| Movistar Team \| + 21s \| \| |                      |                   |           |
| |                      |                   |           |
| Fonte: ProCyclingStats |                      |                   |           |
| Classificação geral |                      |                   |           |
| Ciclista | Ciclista             | Equipe            | Tempo     |
| 1. | Rohan Dennis         | BMC Racing Team   | 11h07m13s |
| 2. | Greg Van Avermaet    | BMC Racing Team   | + 0s      |
| 3. | Damiano Caruso       | BMC Racing Team   | + 0s      |
| 4. | Tejay van Garderen   | BMC Racing Team   | + 0s      |
| 5. | Niki Terpstra        | Quick-Step Floors | + 16s     |
| 6. | Bob Jungels          | Quick-Step Floors | + 16s     |
| 7. | Nairo Quintana       | Movistar Team     | + 21s     |
| 8. | Andrey Amador        | Movistar Team     | + 21s     |
| 9. | Jonathan Castroviejo | Movistar Team     | + 21s     |
| 10. | Daniel Moreno        | Movistar Team     | + 21s     |

### 4.ª etapa
| Montalto di Castro - Monte Terminillo | alta montanha | (171 km) |

| \| Classificação por etapas \| Classificação por etapas \| Classificação por etapas \| Classificação por etapas \| Classificação por etapas \| \| Ciclista \| Ciclista \| Equipe \| Tempo \| \| \| ------------------------ \| ------------------------ \| ------------------------ \| ------------------------ \| ------------------------ \| \| 1. \| Nairo Quintana \| Movistar Team \| 5h27m22s \| \| \| 2. \| Geraint Thomas \| Team Sky \| + 18s \| \| \| 3. \| Adam Yates \| Orica-Scott \| + 24s \| \| \| 4. \| Rigoberto Urán \| Cannondale-Drapac \| + 24s \| \| \| 5. \| Simon Špilak \| Katusha-Alpecin \| + 29s \| \| \| 6. \| Tom Dumoulin \| Team Sunweb \| + 41s \| \| \| 7. \| Domenico Pozzovivo \| AG2R La Mondiale \| + 41s \| \| \| 8. \| Mikel Landa \| Team Sky \| + 41s \| \| \| 9. \| Thibaut Pinot \| FDJ \| + 46s \| \| \| 10. \| Primož Roglič \| LottoNL-Jumbo \| + 51s \| \| |                    |                   |          |
| |                    |                   |          |
| Fonte: ProCyclingStats |                    |                   |          |
| Classificação por etapas |                    |                   |          |
| Ciclista | Ciclista           | Equipe            | Tempo    |
| 1. | Nairo Quintana     | Movistar Team     | 5h27m22s |
| 2. | Geraint Thomas     | Team Sky          | + 18s    |
| 3. | Adam Yates         | Orica-Scott       | + 24s    |
| 4. | Rigoberto Urán     | Cannondale-Drapac | + 24s    |
| 5. | Simon Špilak       | Katusha-Alpecin   | + 29s    |
| 6. | Tom Dumoulin       | Team Sunweb       | + 41s    |
| 7. | Domenico Pozzovivo | AG2R La Mondiale  | + 41s    |
| 8. | Mikel Landa        | Team Sky          | + 41s    |
| 9. | Thibaut Pinot      | FDJ               | + 46s    |
| 10. | Primož Roglič      | LottoNL-Jumbo     | + 51s    |

| \| Classificação geral \| Classificação geral \| Classificação geral \| Classificação geral \| Classificação geral \| \| Ciclista \| Ciclista \| Equipe \| Tempo \| \| \| ------------------- \| -------------------- \| ------------------- \| ------------------- \| ------------------- \| \| 1. \| Nairo Quintana \| Movistar Team \| 16h34m46s \| \| \| 2. \| Adam Yates \| Orica-Scott \| + 33s \| \| \| 3. \| Thibaut Pinot \| FDJ \| + 56s \| \| \| 4. \| Jonathan Castroviejo \| Movistar Team \| + 1m01s \| \| \| 5. \| Rohan Dennis \| BMC Racing Team \| + 1m06s \| \| \| 6. \| Tom Dumoulin \| Team Sunweb \| + 1m19s \| \| \| 7. \| Primož Roglič \| LottoNL-Jumbo \| + 1m19s \| \| \| 8. \| Geraint Thomas \| Team Sky \| + 1m23s \| \| \| 9. \| Daniel Moreno \| Movistar Team \| + 1m27s \| \| \| 10. \| Domenico Pozzovivo \| AG2R La Mondiale \| + 1m29s \| \| |                      |                  |           |
| |                      |                  |           |
| Fonte: ProCyclingStats |                      |                  |           |
| Classificação geral |                      |                  |           |
| Ciclista | Ciclista             | Equipe           | Tempo     |
| 1. | Nairo Quintana       | Movistar Team    | 16h34m46s |
| 2. | Adam Yates           | Orica-Scott      | + 33s     |
| 3. | Thibaut Pinot        | FDJ              | + 56s     |
| 4. | Jonathan Castroviejo | Movistar Team    | + 1m01s   |
| 5. | Rohan Dennis         | BMC Racing Team  | + 1m06s   |
| 6. | Tom Dumoulin         | Team Sunweb      | + 1m19s   |
| 7. | Primož Roglič        | LottoNL-Jumbo    | + 1m19s   |
| 8. | Geraint Thomas       | Team Sky         | + 1m23s   |
| 9. | Daniel Moreno        | Movistar Team    | + 1m27s   |
| 10. | Domenico Pozzovivo   | AG2R La Mondiale | + 1m29s   |

### 5.ª etapa
| Rieti - Fermo | média montanha | (209 km) |

| \| Classificação por etapas \| Classificação por etapas \| Classificação por etapas \| Classificação por etapas \| Classificação por etapas \| \| Ciclista \| Ciclista \| Equipe \| Tempo \| \| \| ------------------------ \| ------------------------ \| ------------------------ \| ------------------------ \| ------------------------ \| \| 1. \| Peter Sagan \| Bora-Hansgrohe \| 5h00m05s \| \| \| 2. \| Thibaut Pinot \| FDJ \| + 0s \| \| \| 3. \| Primož Roglič \| LottoNL-Jumbo \| + 0s \| \| \| 4. \| Geraint Thomas \| Team Sky \| + 0s \| \| \| 5. \| Bauke Mollema \| Trek-Segafredo \| + 0s \| \| \| 6. \| Rigoberto Urán \| Cannondale-Drapac \| + 0s \| \| \| 7. \| Tom Dumoulin \| Team Sunweb \| + 0s \| \| \| 8. \| Nairo Quintana \| Movistar Team \| + 0s \| \| \| 9. \| Rohan Dennis \| BMC Racing Team \| + 0s \| \| \| 10. \| Simon Špilak \| Katusha-Alpecin \| + 6s \| \| |                |                   |          |
| |                |                   |          |
| Fonte: ProCyclingStats |                |                   |          |
| Classificação por etapas |                |                   |          |
| Ciclista | Ciclista       | Equipe            | Tempo    |
| 1. | Peter Sagan    | Bora-Hansgrohe    | 5h00m05s |
| 2. | Thibaut Pinot  | FDJ               | + 0s     |
| 3. | Primož Roglič  | LottoNL-Jumbo     | + 0s     |
| 4. | Geraint Thomas | Team Sky          | + 0s     |
| 5. | Bauke Mollema  | Trek-Segafredo    | + 0s     |
| 6. | Rigoberto Urán | Cannondale-Drapac | + 0s     |
| 7. | Tom Dumoulin   | Team Sunweb       | + 0s     |
| 8. | Nairo Quintana | Movistar Team     | + 0s     |
| 9. | Rohan Dennis   | BMC Racing Team   | + 0s     |
| 10. | Simon Špilak   | Katusha-Alpecin   | + 6s     |

| \| Classificação geral \| Classificação geral \| Classificação geral \| Classificação geral \| Classificação geral \| \| Ciclista \| Ciclista \| Equipe \| Tempo \| \| \| ------------------- \| -------------------- \| ------------------- \| ------------------- \| ------------------- \| \| 1. \| Nairo Quintana \| Movistar Team \| 21h34m51s \| \| \| 2. \| Thibaut Pinot \| FDJ \| + 50s \| \| \| 3. \| Rohan Dennis \| BMC Racing Team \| + 1m06s \| \| \| 4. \| Primož Roglič \| LottoNL-Jumbo \| + 1m15s \| \| \| 5. \| Tom Dumoulin \| Team Sunweb \| + 1m19s \| \| \| 6. \| Geraint Thomas \| Team Sky \| + 1m23s \| \| \| 7. \| Rigoberto Urán \| Cannondale-Drapac \| + 1m30s \| \| \| 8. \| Jonathan Castroviejo \| Movistar Team \| + 1m32s \| \| \| 9. \| Bauke Mollema \| Trek-Segafredo \| + 1m37s \| \| \| 10. \| Simon Špilak \| Katusha-Alpecin \| + 1m59s \| \| |                      |                   |           |
| |                      |                   |           |
| Fonte: ProCyclingStats |                      |                   |           |
| Classificação geral |                      |                   |           |
| Ciclista | Ciclista             | Equipe            | Tempo     |
| 1. | Nairo Quintana       | Movistar Team     | 21h34m51s |
| 2. | Thibaut Pinot        | FDJ               | + 50s     |
| 3. | Rohan Dennis         | BMC Racing Team   | + 1m06s   |
| 4. | Primož Roglič        | LottoNL-Jumbo     | + 1m15s   |
| 5. | Tom Dumoulin         | Team Sunweb       | + 1m19s   |
| 6. | Geraint Thomas       | Team Sky          | + 1m23s   |
| 7. | Rigoberto Urán       | Cannondale-Drapac | + 1m30s   |
| 8. | Jonathan Castroviejo | Movistar Team     | + 1m32s   |
| 9. | Bauke Mollema        | Trek-Segafredo    | + 1m37s   |
| 10. | Simon Špilak         | Katusha-Alpecin   | + 1m59s   |

### 6.ª etapa
| Ascoli Piceno - Civitanova Marche | etapa escarpada | (168 km) |

| \| Classificação por etapas \| Classificação por etapas \| Classificação por etapas \| Classificação por etapas \| Classificação por etapas \| \| Ciclista \| Ciclista \| Equipe \| Tempo \| \| \| ------------------------ \| ------------------------ \| ------------------------ \| ------------------------ \| ------------------------ \| \| 1. \| Fernando Gaviria \| Quick-Step Floors \| 4h09m31s \| \| \| 2. \| Peter Sagan \| Bora-Hansgrohe \| + 0s \| \| \| 3. \| Jasper Stuyven \| Trek-Segafredo \| + 0s \| \| \| 4. \| Matteo Trentin \| Quick-Step Floors \| + 0s \| \| \| 5. \| Jens Debusschere \| Lotto-Soudal \| + 0s \| \| \| 6. \| Elia Viviani \| Team Sky \| + 0s \| \| \| 7. \| Scott Thwaites \| Dimension Data \| + 0s \| \| \| 8. \| Eduard-Michael Grosu \| Nippo-Vini Fantini \| + 0s \| \| \| 9. \| Anthony Roux \| FDJ \| + 0s \| \| \| 10. \| Jürgen Roelandts \| Lotto-Soudal \| + 0s \| \| |                      |                    |          |
| |                      |                    |          |
| Fonte: ProCyclingStats |                      |                    |          |
| Classificação por etapas |                      |                    |          |
| Ciclista | Ciclista             | Equipe             | Tempo    |
| 1. | Fernando Gaviria     | Quick-Step Floors  | 4h09m31s |
| 2. | Peter Sagan          | Bora-Hansgrohe     | + 0s     |
| 3. | Jasper Stuyven       | Trek-Segafredo     | + 0s     |
| 4. | Matteo Trentin       | Quick-Step Floors  | + 0s     |
| 5. | Jens Debusschere     | Lotto-Soudal       | + 0s     |
| 6. | Elia Viviani         | Team Sky           | + 0s     |
| 7. | Scott Thwaites       | Dimension Data     | + 0s     |
| 8. | Eduard-Michael Grosu | Nippo-Vini Fantini | + 0s     |
| 9. | Anthony Roux         | FDJ                | + 0s     |
| 10. | Jürgen Roelandts     | Lotto-Soudal       | + 0s     |

| \| Classificação geral \| Classificação geral \| Classificação geral \| Classificação geral \| Classificação geral \| \| Ciclista \| Ciclista \| Equipe \| Tempo \| \| \| ------------------- \| -------------------- \| ------------------- \| ------------------- \| ------------------- \| \| 1. \| Nairo Quintana \| Movistar Team \| 25h44m28s \| \| \| 2. \| Thibaut Pinot \| FDJ \| + 50s \| \| \| 3. \| Rohan Dennis \| BMC Racing Team \| + 1m06s \| \| \| 4. \| Primož Roglič \| LottoNL-Jumbo \| + 1m15s \| \| \| 5. \| Tom Dumoulin \| Team Sunweb \| + 1m19s \| \| \| 6. \| Geraint Thomas \| Team Sky \| + 1m23s \| \| \| 7. \| Rigoberto Urán \| Cannondale-Drapac \| + 1m30s \| \| \| 8. \| Jonathan Castroviejo \| Movistar Team \| + 1m32s \| \| \| 9. \| Bauke Mollema \| Trek-Segafredo \| + 1m37s \| \| \| 10. \| Simon Špilak \| Katusha-Alpecin \| + 1m59s \| \| |                      |                   |           |
| |                      |                   |           |
| Fonte: ProCyclingStats |                      |                   |           |
| Classificação geral |                      |                   |           |
| Ciclista | Ciclista             | Equipe            | Tempo     |
| 1. | Nairo Quintana       | Movistar Team     | 25h44m28s |
| 2. | Thibaut Pinot        | FDJ               | + 50s     |
| 3. | Rohan Dennis         | BMC Racing Team   | + 1m06s   |
| 4. | Primož Roglič        | LottoNL-Jumbo     | + 1m15s   |
| 5. | Tom Dumoulin         | Team Sunweb       | + 1m19s   |
| 6. | Geraint Thomas       | Team Sky          | + 1m23s   |
| 7. | Rigoberto Urán       | Cannondale-Drapac | + 1m30s   |
| 8. | Jonathan Castroviejo | Movistar Team     | + 1m32s   |
| 9. | Bauke Mollema        | Trek-Segafredo    | + 1m37s   |
| 10. | Simon Špilak         | Katusha-Alpecin   | + 1m59s   |

### 7.ª etapa
| San Benedetto del Tronto - San Benedetto del Tronto | contrarrelógio individual | (10,05 km) |

| \| Classificação por etapas \| Classificação por etapas \| Classificação por etapas \| Classificação por etapas \| Classificação por etapas \| \| Ciclista \| Ciclista \| Equipe \| Tempo \| \| \| ------------------------ \| ------------------------ \| ------------------------ \| ------------------------ \| ------------------------ \| \| 1. \| Rohan Dennis \| BMC Racing Team \| 11m18s \| \| \| 2. \| Jos van Emden \| LottoNL-Jumbo \| + 3s \| \| \| 3. \| Michael Hepburn \| Orica-Scott \| + 3s \| \| \| 4. \| Steve Cummings \| Dimension Data \| + 8s \| \| \| 5. \| Primož Roglič \| LottoNL-Jumbo \| + 11s \| \| \| 6. \| Maciej Bodnar \| Bora-Hansgrohe \| + 15s \| \| \| 7. \| Edvald Boasson Hagen \| Dimension Data \| + 15s \| \| \| 8. \| Geraint Thomas \| Team Sky \| + 16s \| \| \| 9. \| Ryan Mullen \| Cannondale-Drapac \| + 17s \| \| \| 10. \| Alex Dowsett \| Movistar Team \| + 17s \| \| |                      |                   |        |
| |                      |                   |        |
| Fonte: ProCyclingStats |                      |                   |        |
| Classificação por etapas |                      |                   |        |
| Ciclista | Ciclista             | Equipe            | Tempo  |
| 1. | Rohan Dennis         | BMC Racing Team   | 11m18s |
| 2. | Jos van Emden        | LottoNL-Jumbo     | + 3s   |
| 3. | Michael Hepburn      | Orica-Scott       | + 3s   |
| 4. | Steve Cummings       | Dimension Data    | + 8s   |
| 5. | Primož Roglič        | LottoNL-Jumbo     | + 11s  |
| 6. | Maciej Bodnar        | Bora-Hansgrohe    | + 15s  |
| 7. | Edvald Boasson Hagen | Dimension Data    | + 15s  |
| 8. | Geraint Thomas       | Team Sky          | + 16s  |
| 9. | Ryan Mullen          | Cannondale-Drapac | + 17s  |
| 10. | Alex Dowsett         | Movistar Team     | + 17s  |

## Classificações finais
- As classificações finalizaram da seguinte forma:[2]

### Classificação geral
| \| Classificação geral \| Classificação geral \| Classificação geral \| Classificação geral \| Classificação geral \| \| Ciclista \| Ciclista \| Equipe \| Tempo \| \| \| ------------------- \| -------------------- \| ------------------- \| ------------------- \| ------------------- \| \| 1. \| Nairo Quintana \| Movistar Team \| 25h56m27s \| \| \| 2. \| Rohan Dennis \| BMC Racing Team \| + 25s \| \| \| 3. \| Thibaut Pinot \| FDJ \| + 36s \| \| \| 4. \| Primož Roglič \| LottoNL-Jumbo \| + 45s \| \| \| 5. \| Geraint Thomas \| Team Sky \| + 58s \| \| \| 6. \| Tom Dumoulin \| Team Sunweb \| + 1m01s \| \| \| 7. \| Jonathan Castroviejo \| Movistar Team \| + 1m18s \| \| \| 8. \| Rigoberto Urán \| Cannondale-Drapac \| + 1m36s \| \| \| 9. \| Bauke Mollema \| Trek-Segafredo \| + 1m38s \| \| \| 10. \| Domenico Pozzovivo \| AG2R La Mondiale \| + 1m59s \| \| |                      |                   |           |
| |                      |                   |           |
| Fontes: ProCyclingStats Cycling Quotient |                      |                   |           |
| Classificação geral |                      |                   |           |
| Ciclista | Ciclista             | Equipe            | Tempo     |
| 1. | Nairo Quintana       | Movistar Team     | 25h56m27s |
| 2. | Rohan Dennis         | BMC Racing Team   | + 25s     |
| 3. | Thibaut Pinot        | FDJ               | + 36s     |
| 4. | Primož Roglič        | LottoNL-Jumbo     | + 45s     |
| 5. | Geraint Thomas       | Team Sky          | + 58s     |
| 6. | Tom Dumoulin         | Team Sunweb       | + 1m01s   |
| 7. | Jonathan Castroviejo | Movistar Team     | + 1m18s   |
| 8. | Rigoberto Urán       | Cannondale-Drapac | + 1m36s   |
| 9. | Bauke Mollema        | Trek-Segafredo    | + 1m38s   |
| 10. | Domenico Pozzovivo   | AG2R La Mondiale  | + 1m59s   |

### Classificação por pontos
| Classificação por pontos | Classificação por pontos | Classificação por pontos | Classificação por pontos | Classificação por pontos |
| Ciclista                 | Ciclista                 | Equipe                   | Pontos                   |                          |
| ------------------------ | ------------------------ | ------------------------ | ------------------------ | ------------------------ |
| 1.                       | Peter Sagan              | Bora-Hansgrohe           | 42 pts                   |                          |
| 2.                       | Mirco Maestri            | Bardiani CSF             | 40 pts                   |                          |
| 3.                       | Geraint Thomas           | Team Sky                 | 32 pts                   |                          |
| 4.                       | Tom Dumoulin             | Team Sunweb              | 19 pts                   |                          |
| 5.                       | Nairo Quintana           | Movistar Team            | 17 pts                   |                          |
| 6.                       | Rohan Dennis             | BMC Racing Team          | 17 pts                   |                          |
| 7.                       | Primož Roglič            | LottoNL-Jumbo            | 15 pts                   |                          |
| 8.                       | Elia Viviani             | Team Sky                 | 15 pts                   |                          |
| 9.                       | Fernando Gaviria         | Quick-Step Floors        | 12 pts                   |                          |
| 10.                      | Thibaut Pinot            | FDJ                      | 12 pts                   |                          |

### Classificação da montanha
| Classificação da montanha | Classificação da montanha | Classificação da montanha   | Classificação da montanha | Classificação da montanha |
| Ciclista                  | Ciclista                  | Equipe                      | Pontos                    |                           |
| ------------------------- | ------------------------- | --------------------------- | ------------------------- | ------------------------- |
| 1.                        | Davide Ballerini          | Androni-Sidermec-Bottecchia | 18 pts                    |                           |
| 2.                        | Alan Marangoni            | Nippo-Vini Fantini          | 16 pts                    |                           |
| 3.                        | Nairo Quintana            | Movistar Team               | 15 pts                    |                           |
| 4.                        | Geraint Thomas            | Team Sky                    | 11 pts                    |                           |
| 5.                        | Andrey Amador             | Movistar Team               | 5 pts                     |                           |
| 6.                        | Michał Kwiatkowski        | Team Sky                    | 5 pts                     |                           |
| 7.                        | Peter Sagan               | Bora-Hansgrohe              | 5 pts                     |                           |
| 8.                        | Maurits Lammertink        | Katusha-Alpecin             | 5 pts                     |                           |
| 9.                        | Iuri Filosi               | Nippo-Vini Fantini          | 5 pts                     |                           |
| 10.                       | Rigoberto Urán            | Cannondale-Drapac           | 5 pts                     |                           |

### Classificação do melhor jovem
| Classificação dos jovens | Classificação dos jovens | Classificação dos jovens    | Classificação dos jovens | Classificação dos jovens |
| Ciclista                 | Ciclista                 | Equipe                      | Tempo                    |                          |
| ------------------------ | ------------------------ | --------------------------- | ------------------------ | ------------------------ |
| 1.                       | Bob Jungels              | Quick-Step Floors           | 25h59m20s                |                          |
| 2.                       | Egan Bernal              | Androni-Sidermec-Bottecchia | + 27s                    |                          |
| 3.                       | Søren Kragh Andersen     | Team Sunweb                 | + 13m33s                 |                          |
| 4.                       | Alberto Bettiol          | Cannondale-Drapac           | + 26m24s                 |                          |
| 5.                       | Jasper Stuyven           | Trek-Segafredo              | + 27m47s                 |                          |
| 6.                       | Gianni Moscon            | Team Sky                    | + 30m03s                 |                          |
| 7.                       | Mike Teunissen           | Team Sunweb                 | + 30m09s                 |                          |
| 8.                       | Tiesj Benoot             | Lotto-Soudal                | + 31m37s                 |                          |
| 9.                       | Matej Mohorič            | UAE Team Emirates           | + 33m23s                 |                          |
| 10.                      | Rick Zabel               | Katusha-Alpecin             | + 41m34s                 |                          |

### Classificação por equipas
| Classificação por equipes | Classificação por equipes | Classificação por equipes | Classificação por equipes |
| Equipe                    | Equipe                    | Tempo                     |                           |
| ------------------------- | ------------------------- | ------------------------- | ------------------------- |
| 1.                        | Movistar Team             | 77h05m00s                 |                           |
| 2.                        | BMC Racing Team           | + 3m15s                   |                           |
| 3.                        | Sky                       | + 7m41s                   |                           |
| 4.                        | Astana                    | + 15m19s                  |                           |
| 5.                        | FDJ                       | + 15m32s                  |                           |
| 6.                        | Orica-Scott               | + 15m54s                  |                           |
| 7.                        | Katusha-Alpecin           | + 17m31s                  |                           |
| 8.                        | Androni Giocattoli        | + 18m33s                  |                           |
| 9.                        | AG2R La Mondiale          | + 20m29s                  |                           |
| 10.                       | Bahrain-Merida            | + 21m29s                  |                           |

## Evolução das classificações
| Etapa (Vencedor)               | Classificação geral | Classificação da montanha | Classificação por pontos | Classificação dos jovens | Classificação por equipas |
| ------------------------------ | ------------------- | ------------------------- | ------------------------ | ------------------------ | ------------------------- |
| 1.ª etapa (CRE) (BMC Racing)   | Damiano Caruso      | não se entregou           | não se entregou          | Stefan Küng              | BMC Racing                |
| 2.ª etapa (Geraint Thomas)     | Greg Van Avermaet   | Davide Ballerini          | Geraint Thomas           | Bob Jungels              | BMC Racing                |
| 3.ª etapa (Peter Sagan)        | Rohan Dennis        | Davide Ballerini          | Peter Sagan              | Bob Jungels              | BMC Racing                |
| 4.ª etapa (Nairo Quintana)     | Nairo Quintana      | Nairo Quintana            | Mirco Maestri            | Adam Yates               | Movistar                  |
| 5.ª etapa (Peter Sagan)        | Nairo Quintana      | Nairo Quintana            | Peter Sagan              | Egan Bernal              | Movistar                  |
| 6.ª etapa (Fernando Gaviria)   | Nairo Quintana      | Davide Ballerini          | Peter Sagan              | Egan Bernal              | Movistar                  |
| 7.ª etapa (CRI) (Rohan Dennis) | Nairo Quintana      | Davide Ballerini          | Peter Sagan              | Bob Jungels              | Movistar                  |
| Final                          | Nairo Quintana      | Davide Ballerini          | Peter Sagan              | Bob Jungels              | Movistar                  |

## UCI World Ranking
A Tirreno-Adriático outorga pontos para o UCI WorldTour de 2017 e o UCI World Ranking, este último para corredores das equipas nas categorias UCI ProTeam, Profissional Continental e Equipas Continentais. As seguintes tabelas são o barómetro de pontuação e os corredores que obtiveram pontos:
| Posição             | 1.ª | 2.ª | 3.ª | 4.ª | 5.ª | 6.ª | 7.ª | 8.ª | 9.ª | 10.ª |
| Classificação geral | 500 | 400 | 325 | 275 | 225 | 175 | 150 | 125 | 100 | 85   |
| Por etapa           | 60  | 25  | 10  |     |     |     |     |     |     |      |
| Líder               | 10  |     |     |     |     |     |     |     |     |      |

| Classificação | Classificação        | Classificação     | Classificação | Classificação | Classificação | Classificação |
| Posição       | Ciclista             | Equipa            | Geral         | Etapa         | Líder         | Total         |
| ------------- | -------------------- | ----------------- | ------------- | ------------- | ------------- | ------------- |
| 1.º           | Nairo Quintana       | Movistar          | 500           | 60            | 30            | 590           |
| 2.º           | Rohan Dennis         | BMC Racing        | 400           | 68            | 10            | 478           |
| 3.º           | Thibaut Pinot        | FDJ               | 325           | 27            | -             | 352           |
| 4.º           | Geraint Thomas       | Sky               | 225           | 85            | -             | 310           |
| 5.º           | Primož Roglič        | LottoNL-Jumbo     | 275           | 10            | -             | 285           |
| 6.º           | Tom Dumoulin         | Sunweb            | 175           | 25            | -             | 200           |
| 7.º           | Peter Sagan          | Bora-Hansgrohe    | 10            | 155           | -             | 165           |
| 8.º           | Jonathan Castroviejo | Movistar          | 150           | -             | -             | 150           |
| 9.º           | Rigoberto Urán       | Cannondale-Drapac | 125           | -             | -             | 125           |
| 10.º          | Bauke Mollema        | Trek-Segafredo    | 100           | -             | -             | 100           |